# Golvanorhynchus golvani
Golvanorhynchus golvani är en hakmaskart som beskrevs av Noronha, Fabio, Pinto 1978. Golvanorhynchus golvani ingår i släktet Golvanorhynchus och familjen Diplosentidae. Inga underarter finns listade i Catalogue of Life.